# Hippolyte Pissard
François Hippolyte Pissard, italianizzato in Ippolito Pissard (Saint-Julien-en-Genevois, 3 giugno 1815 – Saint-Julien-en-Genevois, 8 maggio 1898), è stato un politico francese.

## Biografia
Avvocato, fu Deputato del Regno di Sardegna in tre legislature, fino al Plebiscito di Nizza del 1860 con cui venne sancita la cessione di Nizza e della Savoia al Secondo Impero francese.
A seguire, fu Deputato del Corps législatif per altrettante legislature, dal 1860 al 1870.